# Чиликов, Георги
Георги Чиликов (болг. Георги Чиликов; 23 августа 1978 года, Бургас, Болгария) — болгарский футболист, тренер.

## Карьера игрока

### Клубная
Чиликов — воспитанник клуба «Черноморец» (Бургас), за который выступал в 1995—1998 годах. В 1999 году перешёл в клуб высшего болгарского дивизиона «Нефтохимик», за который сыграл 56 матчей и забил 8 мячей в чемпионате Болгарии. В 2001—2005 годах играл за клуб «Левски», в составе которого стал чемпионом Болгарии в сезоне 2001/02 и 2005/06, а также помог команде выиграть национальный кубок в сезонах 2001/02, 2002/03 и 2004/05.
В 2005 году перешёл в португальский клуб «Насьонал» (Фуншал). 19 сентября 2005 года в матче против лиссабонского «Спортинга» дебютировал в чемпионате Португалии. 2 октября того же года в матче против «Пенафиела» забил первый гол за португальский клуб. Всего за португальский клуб сыграл два сезона, после чего перешёл в софийский ЦСКА, в составе которого в третий раз стал чемпионом Болгарии. В 2008—2010 годах играл за такие команды, как «Далянь Шидэ», «Тобол» (Костанай), «Черноморец» (Бургас) и «Локомотив» (Пловдив), где и завершил карьеру игрока.

### Международная
7 сентября 2002 года в матче отборочного цикла к чемпионату Европы 2004 против сборной Бельгии дебютировал за сборную Болгарии. 16 октября того же года в матче против сборной Андорры забил первый и единственный гол за национальную команду. В 2004 году в составе сборной Болгарии отправился на чемпионат Европы, однако на самом турнире ни разу не появился на поле.

## Достижения
В качестве игрока
 «Левски»
- Чемпион Болгарии: 2001/02, 2005/06
- Обладатель кубка Болгарии: 2001/02, 2002/03, 2004/05

 ЦСКА (София)
- Чемпион Болгарии: 2007/08